# Fédération française des maisons de l'Europe
 (avril 2021).
Si vous disposez d'ouvrages ou d'articles de référence ou si vous connaissez des sites web de qualité traitant du thème abordé ici, merci de compléter l'article en donnant les références utiles à sa vérifiabilité et en les liant à la section « Notes et références ».
La Fédération française des Maisons de l'Europe (FFME) est un réseau d’associations, les Maisons de l’Europe, qui œuvre en faveur de la citoyenneté européenne.
La FFME est membre du Mouvement européen - France

## Historique
Les Maisons de l’Europe sont des associations nées d’un mouvement de citoyens à la fin des années 1940. Aujourd’hui, les Maisons de l’Europe sont devenues des relais entre les citoyens et les organisations européennes (Conseil de l’Europe et Union européenne). Elles mettent en avant une éducation populaire à une citoyenneté européenne active, 
La FFME a été fondée en 1961. Aujourd’hui, elle regroupe une trentaine de maisons dans toute la France. Elle anime et coordonne des actions communes réalisées avec les Maisons de l’Europe qui gardent chacune leur indépendance. Les Maisons membres de la FFME s’engagent à respecter des principes déontologiques communs. 
Depuis 2021, elle dispose d'une accréditation ERASMUS+ dont 19 des Maisons membres en bénéficient pour le cycle 2021-2027

## Missions
- Défendre les intérêts des Maisons de l'Europe auprès des instances européennes et françaises
- Coordonner et accompagner les Maisons de l'Europe autour de projets fédérateurs
- Faire bénéficier les bénévoles, salariés et administrateurs des Maisons de l'Europe de formation, notamment avec l'accréditation ERASMUS+
- Etablir des partenariats avec des structures analogues en Europe
- Participer à l'élaboration de la citoyenneté européenne

## Débats et participation
Plusieurs maisons de l'Europe participent à la Journée de l'Europe, le 9 mai chaque année. 
Il s'agit de la date anniversaire de la déclaration du 9 mai 1950, dite déclaration Schuman, texte précurseur de la construction européenne.